# Kalomo
Kalomo  este un oraș  în  Provincia de Sud, Zambia. Are rol de reședință a districtului omonim. A fost primul centru administrativ al Rhodesiei de Nord, până în 1911, când a fost mutată la Livingstone.